# Keelung
Keelung, Chilung o Jilong, coneguda oficialment com a ciutat de Keelung, és una important ciutat portuària situada al nord-est de Taiwan, a la República de la Xina. Amb 361.082 habitants, la ciutat forma part de l'àrea metropolitana de Taipei–Keelung, amb les seves ciutats veïnes de Taipei i Nova Taipei.
Abans que la ciutat fos fundada per l'Imperi Espanyol el 1626, amb el nom de La Santisima Trinidad, l'actual Keelung estava habitada per pobles indígenes taiwanesos i va formar part del domini colonial espanyol i neerlandès abans de ser subsumida a la dinastia Qing el 1683 com a part de Fujian. La ciutat es va convertir en un punt calent de la Primera Guerra de l'Opi i la Campanya de Keelung en la Guerra sinofrancesa entre els Qing i la Tercera República Francesa. Després que Taiwan es va separar de Fujian el 1887, la ciutat va passar a formar part de l'Imperi del Japó el 1895 després de la Primera Guerra Sino-japonesa. Durant l'època de domini japonès, la ciutat va ser coneguda com Kirun, primerament com a ciutat de la prefectura de Taihoku, després es va convertir en un districte el 1920 i finalment en una ciutat el 1924.
Després de la Segona Guerra Mundial el 1945, la República de la Xina, que va enderrocar l'imperi Qing, va restablir Keelung com a ciutat provincial de la província de Taiwan. La ciutat és el segon port marítim més gran de Taiwan (després de Kaohsiung) i el setè més gran del món el 1984.

## Geografia
La ciutat de Keelung es troba a la part nord de l'illa de Taiwan. Ocupa una àrea de 132,76 km² i està separada del seu comtat veí per muntanyes a l'est, oest i sud. La part nord de la ciutat limita amb l'oceà i és un gran port d'aigües profundes des dels primers temps. Keelung també administra l'illot Keelung proper, així com l'illot Pengjia, l'illot Mianhua i l'illot Huaping, més llunyans i estratègicament importants.

### Clima
Keelung té un clima subtropical humit (Köppen Cfa) amb una mitjana anual de precipitacions de més de 3.700 mil·límetres. Fa temps que s'ha assenyalat com una de les ciutats més humides i tenebroses del món; l'efecte està relacionat amb el corrent de Kuroshio. Tot i que és una de les ciutats més fresques de Taiwan, els hiverns són encara curts i càlids, mentre que els estius són llargs, relativament secs i calorosos, les temperatures poden superar els 26 °C durant un dia càlid d'hivern, mentre que poden baixar per sota dels 27 °C durant un dia d'estiu plujós, com la resta del nord de Taiwan. No obstant això, la seva ubicació al vessant nord de les muntanyes fa que a causa de l'elevació orogràfica, les precipitacions siguin més intenses durant la tardor i l'hivern. Durant l'estiu, predominen els vents del sud-oest. La boira és més abundant durant l'hivern i la primavera, quan els nivells d'humitat relativa també són més alts.